# IPod shuffle

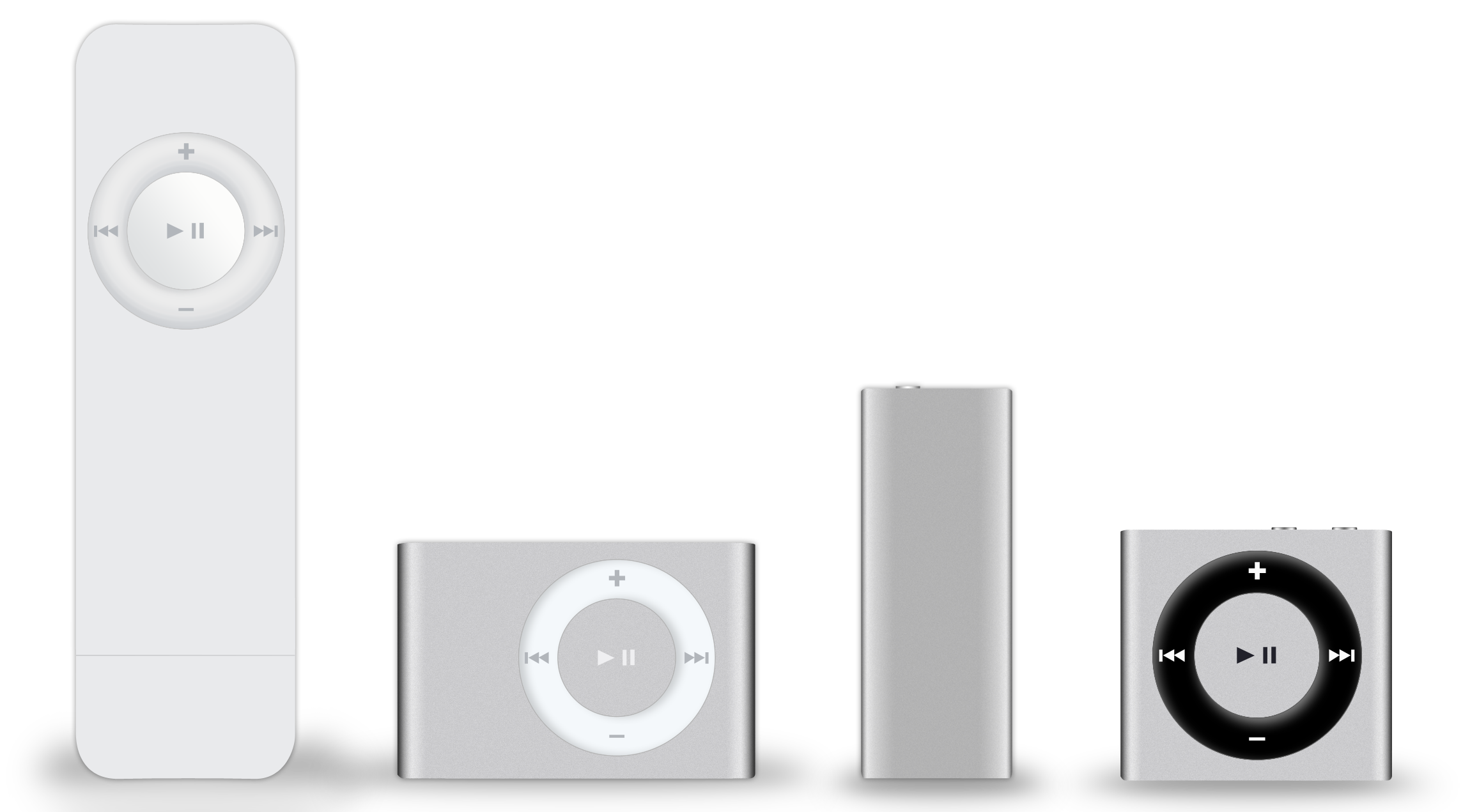
iPod shuffle

iPod shuffle – odtwarzacz MP3 oferowany przez firmę Apple, należący do rodziny odtwarzaczy iPod.

## Opis

### 1. generacja

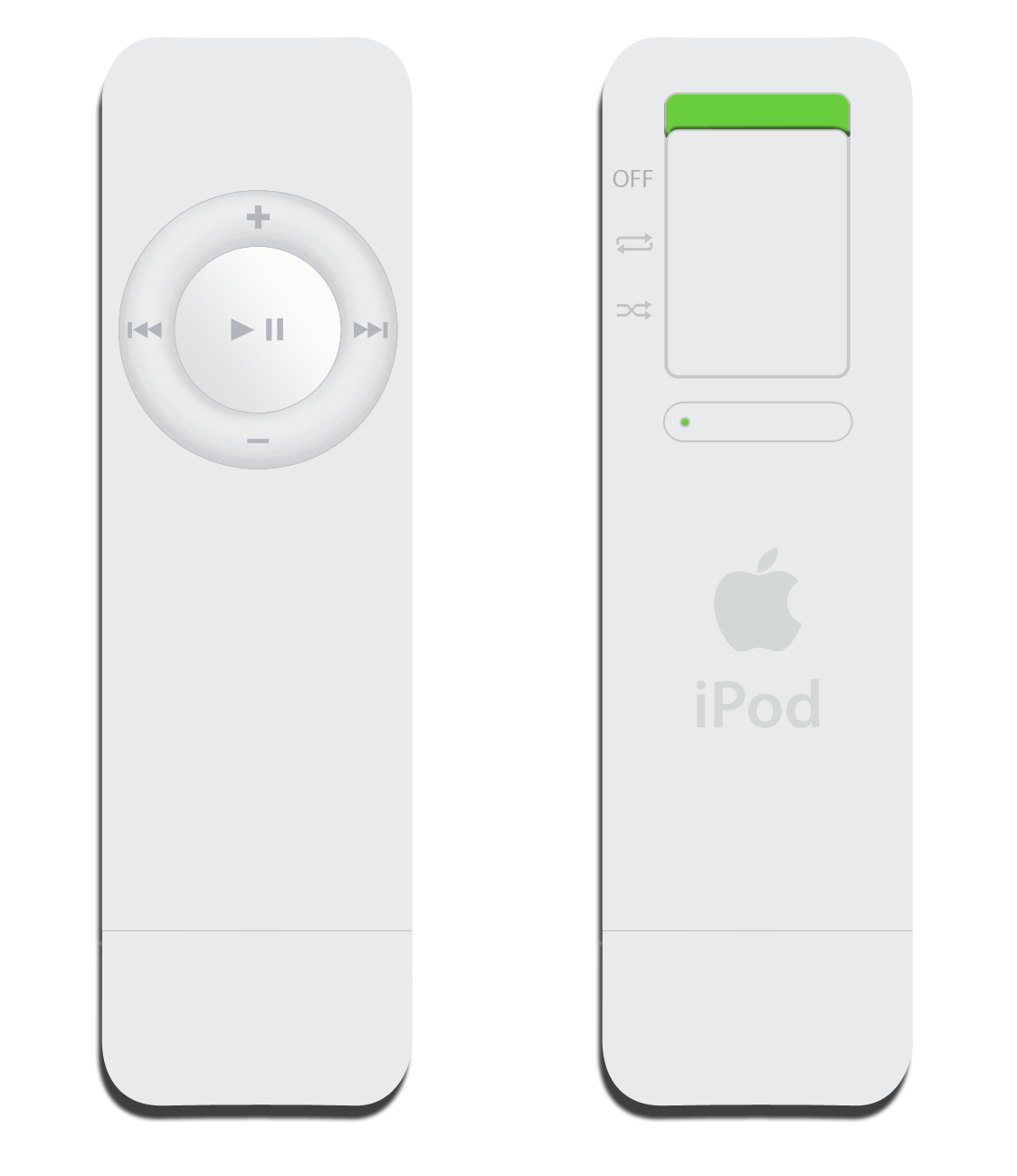
iPod shuffle pierwszej Generacji

Zaprezentowany publicznie 11 stycznia 2005, był pierwszym iPodem używającym pamięć typu flash, w odróżnieniu od wcześniejszych modeli używających twardego dysku do zapisywania danych. Został zaprojektowany jako tania, bardziej poręczna alternatywa dla innych modeli iPodów. iPod shuffle pierwszej generacji jest niezwykle mały (wymiary 8,38 × 2,49 × 0,84 cm) i lekki, ważąc tylko 22 g. Apple reklamowało jego rozmiar jako „Mniejszy niż paczka gumy do żucia, ale dużo bardziej zabawny”. Niżej dodaje: „iPod nie służy do żucia”.
Był dostępny w dwóch wersjach:
- 512 MB
- 1 GB.

iPod shuffle pierwszej generacji łączy się z komputerem przez wtyczkę USB, przez którą również ładuje się wewnętrzna bateria. Po przyłączeniu do komputera można ładować pliki do pamięci używając programu iTunes. Ponieważ nie ma wewnętrznych części ruchomych, odtwarzacz jest niezwykle odporny na wstrząsy i uszkodzenia. Może być także używany jako PenDrive, jeśli część pamięci zostanie zarezerwowana do tego celu.

### 2. generacja

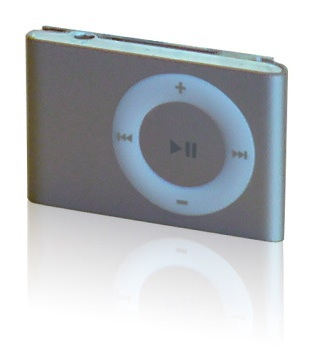
iPod shuffle drugiej generacji, w sprzedaży od jesieni, 2006

iPod shuffle drugiej generacji został zaprezentowany 12 września 2006. Jest o połowę mniejszy od poprzedniego modelu (41,2 × 27,3 × 10,5 mm) i waży tylko 15,5 g, tak że może być noszony przypięty do ubrania wbudowaną klamrą. Nie ma integralnej wtyczki USB, i musi być łączony z komputerem kablem (dołączony doc). Jest dostępny w wersji z pamięcią 1 GB i 2 GB. Wraz z wejściem na rynek drugiej generacji iPoda shuffle pierwsza została wycofana ze sprzedaży.

#### Modyfikacje
Drugą generację iPoda shuffle można podzielić na trzy wersje – 2.0G, 2.1G i 2.2G.

##### 2.0G
Pierwsza wersja została wprowadzona 12 września 2006 roku i występowała wyłącznie w kolorze srebrnym z pamięcią 1 GB. Jej numer seryjny rozpoczyna się od liter MA.

##### 2.1G
2.1G została wprowadzona 30 stycznia 2007 roku. Nie różniła się pojemnością, wprowadzono jedynie nowe kolory (różowy, niebieski, zielony i pomarańczowy, srebrny zachowano). Numer seryjny rozpoczyna się od liter MA.

##### 2.2G
Wersję tę wprowadzono 5 września 2007 roku. W tym przypadku też wprowadzono zmiany kolorystyczne: pozostawiono kolor srebrny, różowy i pomarańczowy zostały wycofane, w ich miejsce pojawiły się kolory fioletowy i specjalna edycja iPoda Product(RED), która oprócz czerwonego koloru odznacza się również tym, że 10 dolarów z zysków uzyskanych z jego sprzedaży jest przeznaczone na walkę z AIDS w Afryce. Kolory niebieski i zielony zmieniono na bardziej stonowane odcienie tych kolorów. 19 lutego 2008 roku została wprowadzona nowa wersja pojemności – 2 GB i jest w sprzedaży obok wersji 1 GB.

### 3. generacja

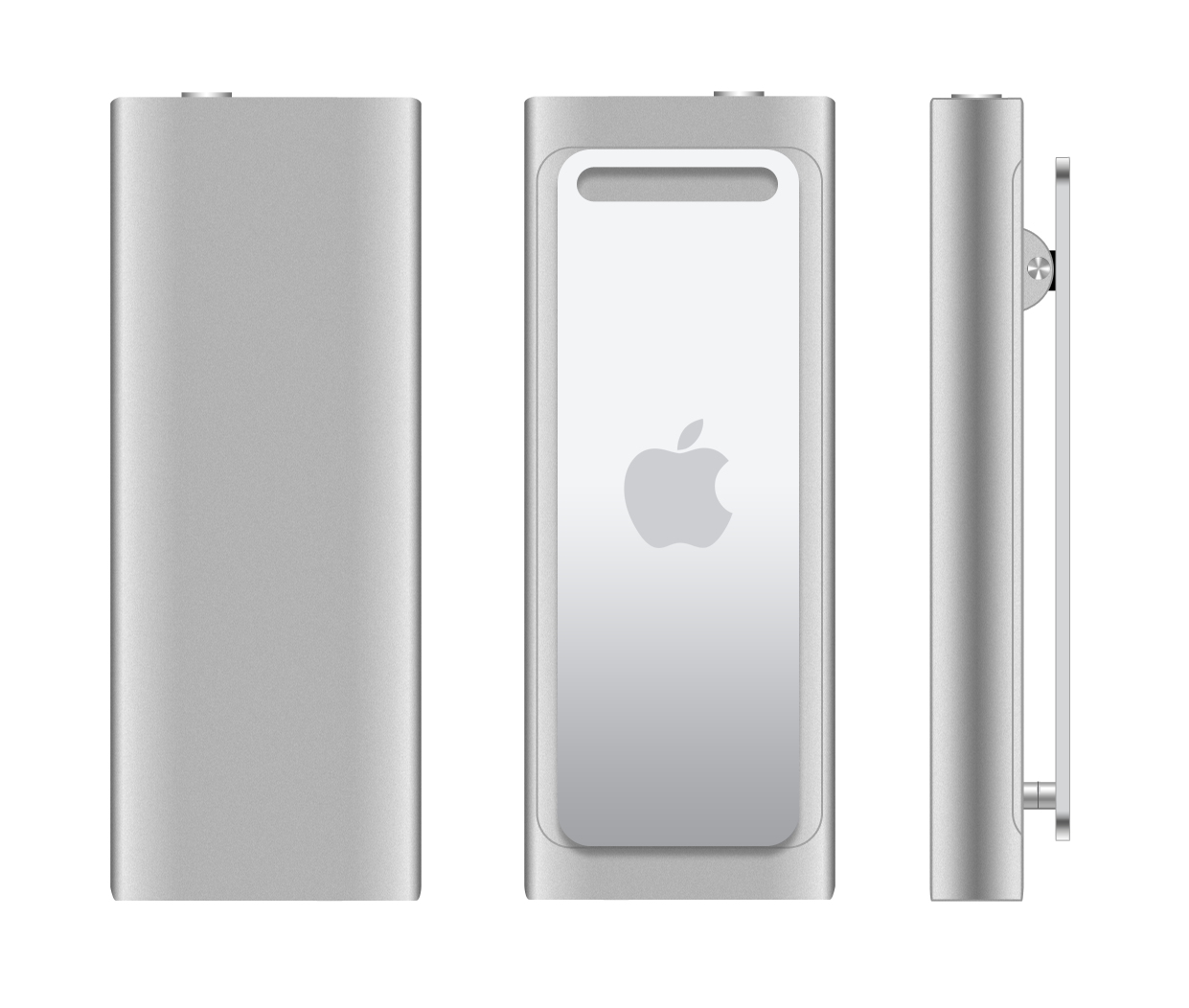
iPod shuffle trzeciej Generacji

iPod Shuffle 3G różni się pod wieloma względami od swoich poprzedników. Został on wprowadzony na początku 2009 roku. Wyposażono go w klips, jeden przełącznik trybów: wyłączony, odtwarzania, odtwarzania pomieszanego oraz w wejście 3,5 mm jack. Służy ono zarówno do podłączenia słuchawek, jak i do połączenia z komputerem. Ciekawą funkcją jest odczytywanie danych o utworze (także w języku polskim). Specjalne słuchawki wyposażone są w trzy przyciski. Dostępna jest wersja 2 GB i 4 GB w pięciu kolorach: czarnym, srebrnym, niebieskim, zielonym i różowym. We wrześniu 2009 Apple wypuściło na rynek iPoda shuffle w edycji specjalnej. Od pozostałych różni się tym że jest wykonany z polerowanej nierdzewnej stali.

### 4. generacja

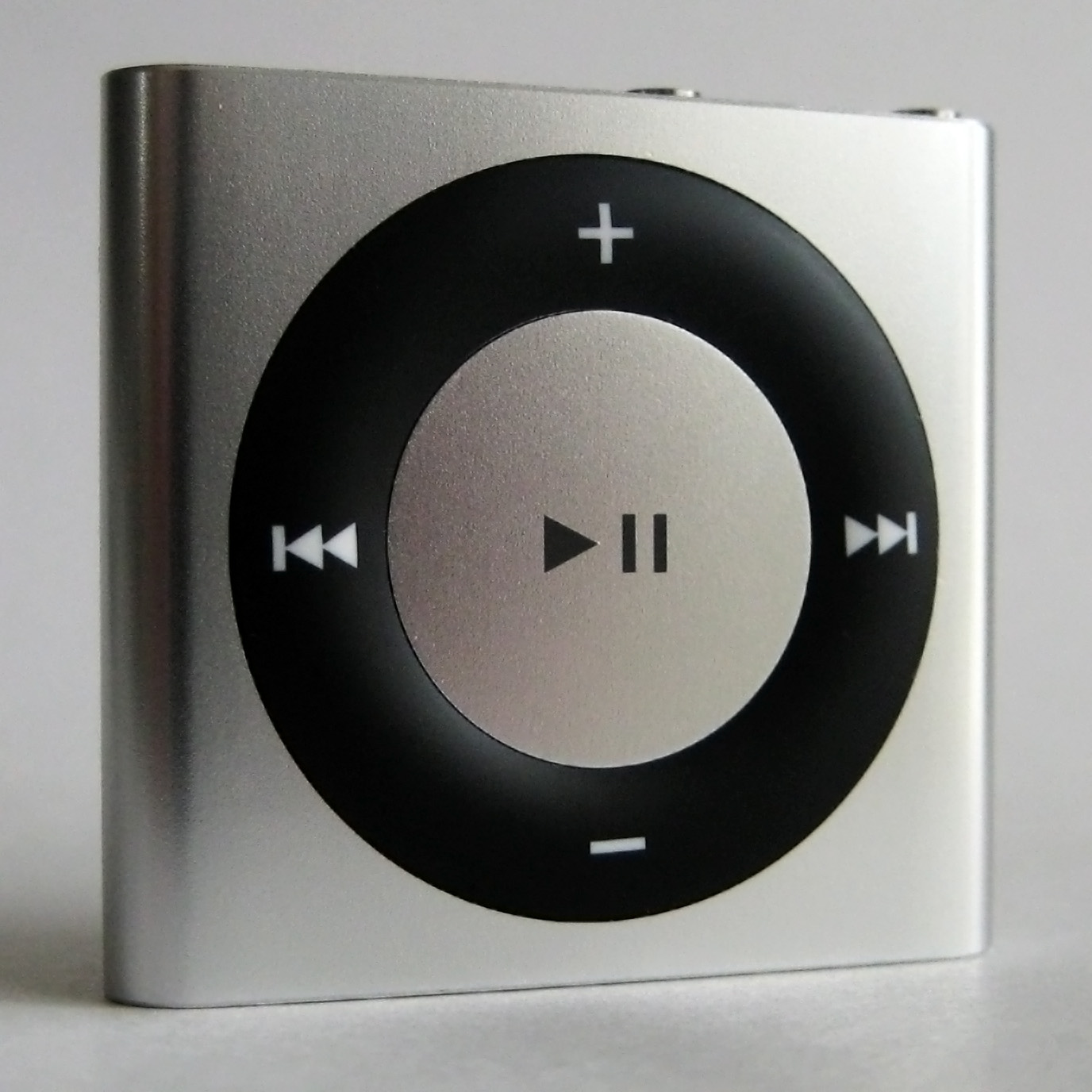
iPod shuffle czwartej Generacji

iPod Shuffle 4G po niezbyt przychylnie przyjętym 3G wraca do koncepcji znanej z modelu 2G. Został on wprowadzony na początku września 2010 roku. Wyposażono go w klips oraz kółko nawigacyjne jak w 2G, a także jeden przełącznik trybów: wyłączony, odtwarzania, odtwarzania pomieszanego oraz w wejście 3,5 mm jack. Służy ono zarówno do podłączenia słuchawek, jak i do połączenia z komputerem. Może być wykorzystany także jako nośnik pamięci. Dostępny jest tylko w wersjach kolorystycznych czerwony, niebieski, srebrny, złoty+gwiezdna szarość i różowy.

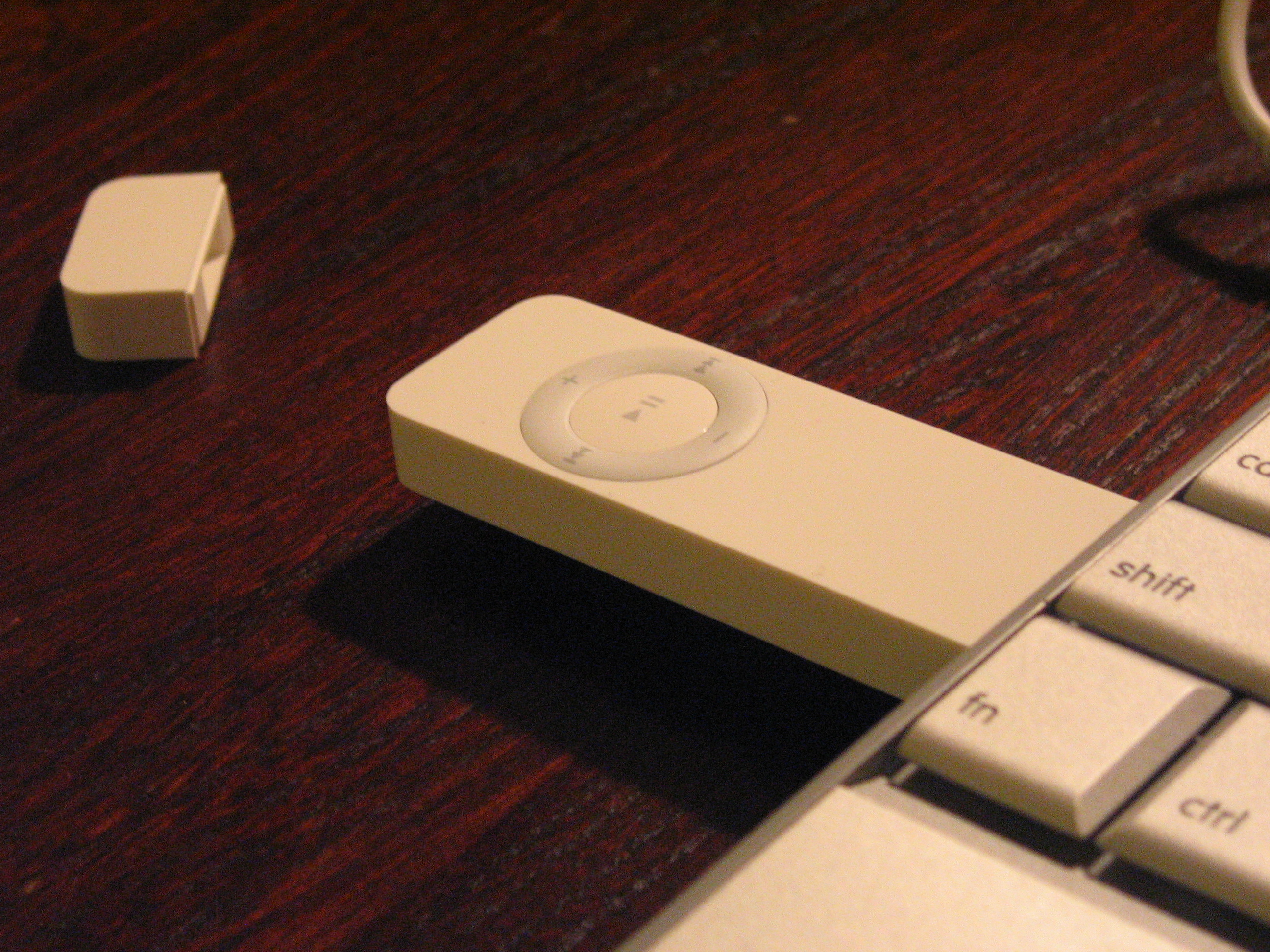
iPod shuffle 1 Generacji podłączony do notebooka

## Różnice w stosunku do innych iPodów
Podstawową cechą różniącą go od innych iPodów, poza wymiarami i mniejszą pamięcią, jest brak wyświetlacza ciekłokrystalicznego. W konsekwencji użytkownik nie może wybrać pliku dźwiękowego do odsłuchania używając interfejsu graficznego. Pliki są odgrywane w porządku losowym lub w kolejności załadowania do pamięci, według wyboru użytkownika. Nie posiada także klikalnego kółka [Click Wheel], gier ani kalendarza. Nie można też używać go z programem iSync. Odtwarzacz nie obsługuje Apple Lossless i AIFF (iPod shuffle 4G już obsługuje te formaty) ale według niektórych źródeł lepiej odtwarza basy niż inne odtwarzacze z rodziny iPodów. IPod shuffle również nie odtwarza muzyki z klipów muzycznych – użytkownik musi nabyć plik muzyczny niezależnie od zakupionych już w iTunes Store wideoklipów.

## Oprogramowanie
Darmowy program iTunes służy do kopiowania plików muzycznych do iPoda. Posiada kilka przydatnych funkcji, np. zmienia bit rate do 128 kbit/s. Konwersja jest automatyczna. Oryginalny plik zostaje nie zmieniony. Plik ze zmniejszonym bit rate jest kopiowany do odtwarzacza. Służy również do przydzielenia pamięci, która może zostać wykorzystana jako PenDrive. Oprócz tego programu do zarządzania muzyką można używać programu shuffle Database Builder.

## Akcesoria
W internecie jest dostępnych wiele akcesoriów i gadżetów. Można znaleźć m.in. opaski na rękę, różnego rodzaju etui, obudowy (od plastikowych, poprzez metalowe, aż do drewnianych), głośniki, tuner radiowy, ściereczki do czyszczenia obudowy.

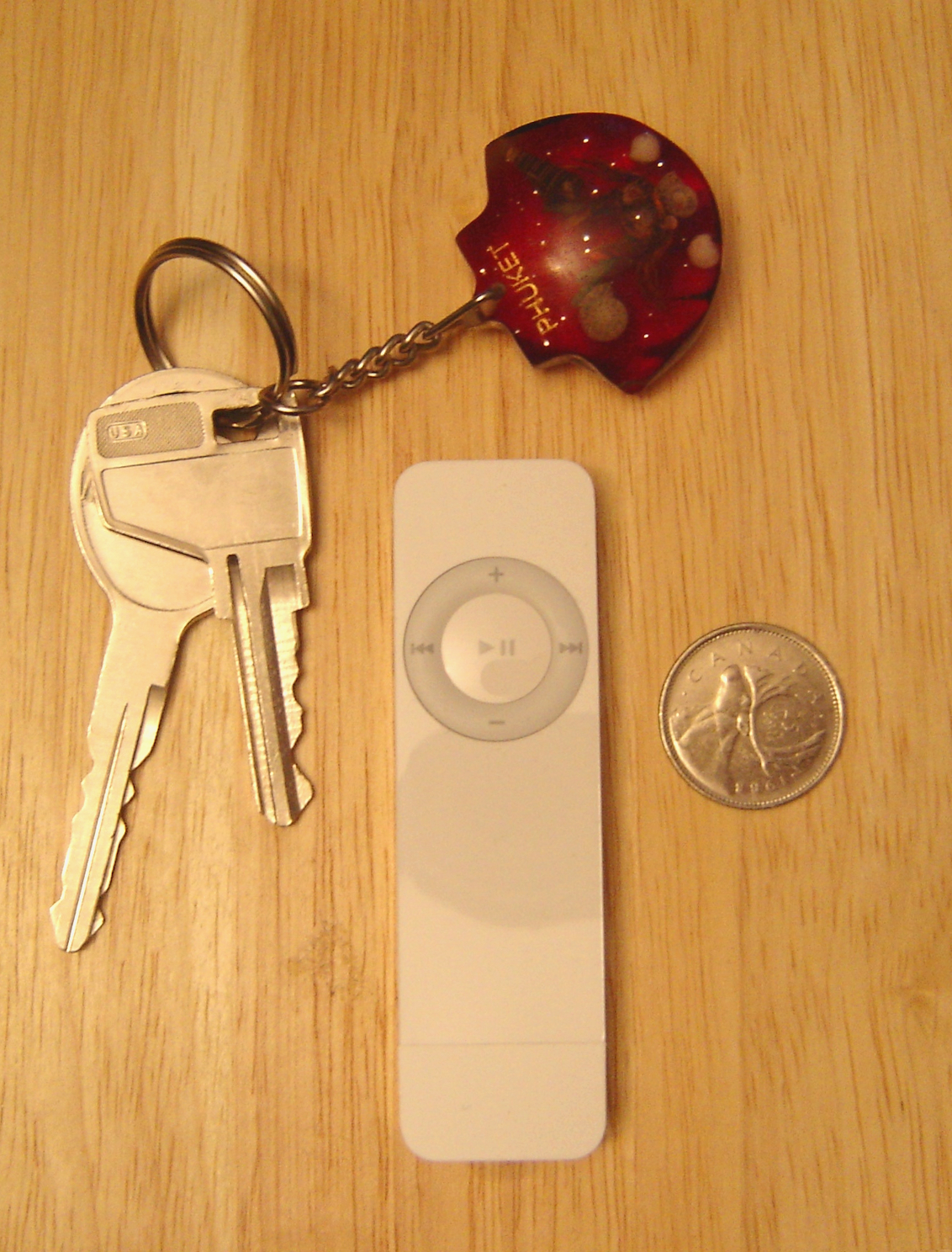
iPod shuffle pierwszej generacji

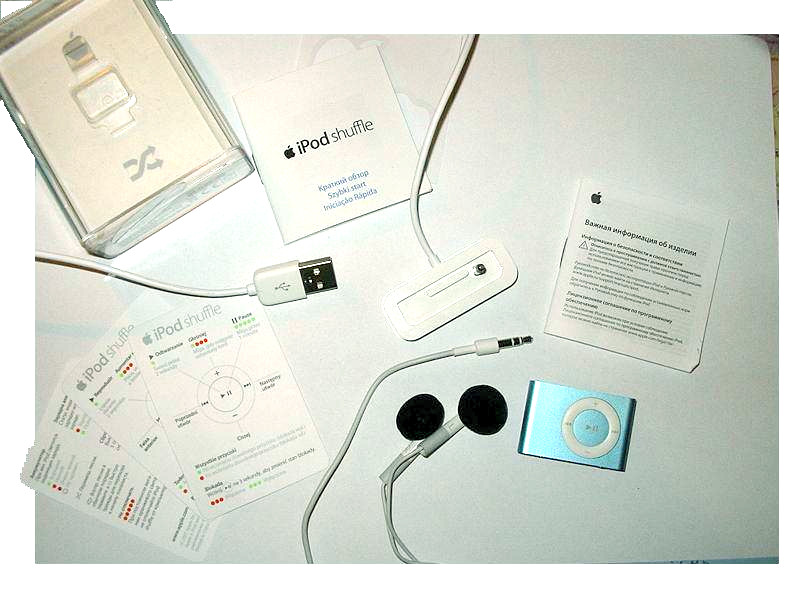
Zawartość pudełka iPoda shuffle drugiej generacji

## Fenomen iPodów shuffle
iPody stały się bardzo popularne w USA. Dużą rolę w popularyzacji tych odtwarzaczy odegrała reklama, moda oraz niska cena. Piper Jaffrey ocenia, że 1,8 miliona z 5,3 miliona sprzedanych iPodów to iPody shuffle..